# 幸せのありか (ディズニーの曲)
「幸せのありか」（しあわせのありか、原題：The Place Where Lost Things Go）は、2018年に公開されたディズニーによるミュージカル映画『メリー・ポピンズ リターンズ』の劇中歌である。作詞はスコット・ウィットマンとマーク・シャイマン、作曲はシャイマンによる。作中では、母親を亡くしたマイケルの子供たちを寝かしつけるために、メリー・ポピンズが歌う子守唄となっている。オリジナルでは、メリー・ポピンズを演じるエミリー・ブラントなどが歌っている。

## 平原綾香版
本曲は、同映画の日本語版では平原綾香が歌唱しており、シングルが発売された。日本語版では、本曲が劇中歌だけでなくエンディング・テーマとしても使用される。日本においては、劇中歌とエンド・ソングの両方を担当するのは平原が初の歌手となるのだという。

### シングル
「幸せのありか」（しあわせのありか）は平原綾香の32枚目のシングル。2019年2月6日にEMI Recordsから発売された。シングルとしては前作『これから』以来約1年振り、配信限定を除くと2013年の『Shine -未来へかざす火のように-』以来約5年3か月振りとなる。
カップリングの2曲はアルバム『Dear Music 〜15th Anniversary Album〜』（2018年5月9日発売）からのリカットで、いずれも『メリー・ポピンズ リターンズ』の前作にあたる『メリー・ポピンズ』の劇中歌のカバーである。

#### 収録曲
1. 幸せのありか
作詞：Scott Wittman（英語版）・Marc Shaiman・日本語詞：高橋亜子 / 作曲：Marc Shaiman
2. Chim Chim Cher-ee
作詞・作曲：Richard M. Sherman・Robert B. Sherman
3. Supercalifragilisticexpialidocious
作詞・作曲：Richard M. Sherman・Robert B. Sherman
4. Chim Chim Cher-ee (Instrumental)
5. Supercalifragilisticexpialidocious (Instrumental)

#### 楽曲の収録アルバム
幸せのありか
- 『はじめまして』

Chim Chim Cher-ee
- 『Dear Music 〜15th Anniversary Album〜』

Supercalifragilisticexpialidocious
- 『Dear Music 〜15th Anniversary Album〜』